# The Abyssinians
The Abyssinians är en jamaicansk sångtrio inom genren roots reggae som placerat sig bland reggaens främsta för att ha skrivit och spelat in den reggaelåt som blivit rastafarirörelsens främsta lovsång: "Satta Massagana" ("hembär tacksägelser" på det etiopiska språket amhariska). Dessutom har trion släppt några låtar som konkurrerar om andraplatsen, som "Y Mas Gan" ("Khibil ahamlack, y mas gan ulaghize" = "Härlig är Gud, sjung Hans lov oavbrutet" på inte helt grammatisk korrekt amhariska), "Forward on to Zion" och "Declaration of Rights". Gruppen bildades 1968 av Donald Manning och Bernard Collins, och något år senare anslöt sig även Lynford Manning. Deras första låt var just "Satta Massagana", som spelades in i mars 1969 hos producenten Clement "Coxsone" Dodd, delvis sjöngs på det etiopiska språket amhariska, som är semitiskt och därför släkt med Moses hebreiska, Jesus arameiska och Muhammeds arabiska.  Satta Massagana betyder ungefär "tacka Herren". Det skulle komma att bli en låt som spelades på radio, av sound systems och i dancehalls och på diskotek, som sjöngs i kyrkor och under rastafarianska religiösa ceremonier.

## Biografi
Det var först 1971, när Abyssinians friköpt masterbanden till "Satta Massagana" av Dodd för 90 pund och återutgivit låten i egen regi som den blev en jättehit. Dodd hade varit bombsäker på att en låt med en "samhällsomstörtande" text av rastafarianer från sekten bobo ashanti aldrig kunde slå, men två år hade gått sedan den första utgåvan och reggaen hade ingått ett kulturellt äktenskap med rastafari – något som de flesta lyssnare dessutom uppskattade. Dodd fick snabbt ge ut instrumentalversionen, som han fortfarande hade rättigheterna till. The Abyssinians gjorde en nyinspelning av "Satta Masagana" och släppte toastversioner av låten med då gröna discjockeyer som Dillinger och Big Youth. Abyssinians gjorde dessutom en version med namnet "Mabrak" där medlemmarna reciterade texter från Gamla testamentet. Över ett dussin artister har sedan dess gjort coverversioner av låten.
Nästa singel var "Declaration of Rights", med Leroy Sibbles bland bakgrundssångarna. Även denna blev en stor hit på Jamaica och utomlands. Singeln "Y Mas Gan" (1973) var också den delvis på amhariska. Även denna låt blev framgångsrik, och 30 år senare så tidlös att Sinead O'Connor gjorde en cover på den som var närmast identisk med originalet. Gruppen fortsatte att spela in musik under hela 1970-talet för producenter som Lloyd Daley, Tommy Cowan och Geoffrey Chung. Gruppens debutalbum Forward on to Zion producerades av Clive Hunt och släpptes 1976, och betraktas som ett av de viktigaste inom jamaicansk musik. När det följande albumet Arise släpptes 1978 höll gruppen redan på att splittras. Collins lämnade gruppen och ersattes så småningom av Carlton Manning.
År 1989 inledde Bernard Collins och Donald och Linford Manning ett nytt samarbete. tillsammans igen för att spela in under de kommande tre åren. Dessa möten resulterade 1995 i CD-albumet $19.95 + TAX, som släpptes i ett mycket begränsat antal CD-skivor. Skivbolaget Artists Only! Records insåg snart vikten av detta album och under 1998 återutgivs det under namnet Réunion, ett album som togs väl emot.
The Abyssinians krediteras på låten "Slave Song" från Sades album Lovers Live utgiven 2002.

## Satta Massaganas betydelse
Under 1980-talet var gruppen The Abyssinians mer eller mindre en gåta, åtminstone för reggaefans utanför Jamaica. Gruppen spelade in "nationalsången" för 'roots reggae' och 'roots and culture' och en handfull andra mycket uppskattade och respekterade låtar. Sedan verkade gruppen fullständigt ha gått upp i rök. Men de tre sångarna och kompositörerna hade aldrig en kommersiell framgång som mål, utan när de hade sagt sitt återvände de till den andliga gemenskapen i bobo ashanti. Singeln "Satta Massagana" finansierades oberoende och innebar en vändpunkt för reggae – textmässigt, rytmiskt och andligt. Detta är andlig reggae, slog The Abyssinians fast, och blev ett rättesnöre åt alla efterföljare. Idén till låten "Satta Massagana" kom från en låt av Carlton Manning, "Happy Land", med texten 
| ” | There is a land far, far away, where there’s no night, there’s only day. Look into the book of life, and you will see that there’s a land far, far away. | „ |

Rastafaribudskapet och användandet av amhariska i låten är ett resultat av Donald Mannings – som var en bobo dread – inflytande på gruppen. Efter Etiopiens kejsare Haile Selassies statsbesök på Jamaica 1966 började det i slutet av 1960-talet arrangeras kurser i amarinjah – modern amhariska –  i Jamaicas huvudstad Kingston. Att lära sig amarinjah – Jahs språk – var en förutsättning för att kunna lämna Västvärlden och återvända till det afrikanska urhemmet. Studierna i amarinjah var en funktion av den postkoloniala, panafrikanska identitet och rastafarianska medvetenhet som svepte genom Kingstons förslummade innerstad och allt detta var Jamaicas motsvarighet till USA:s medborgarrättsrörelse, Svarta pantrarna och Nation of Islam. Även intellektuella i Jamaica började intressera sig för etiopianism, panafrikanism, afrikansk andlighet med mera. Det var medelklassen av företagare, borgare och protestantiska pastorer som försökte stoppa den jamaicanska roots and culture-utvecklingen.
"Satta Massagana" och några andra av Abyssinians sånger har inte de vanliga reggaeackorden, som får betraktas som västerländska, utan använder en "arabisk" skala med mollackord på vissa ställen och resultatet blir det "österländska" reggaesoundet som hörs på låtarna. Donald Manning har berättat att det ändå blev fel med titeln "Satta Massagana". Han hade från början för sig att det betyder 'till Gud' eller 'tillbaka till Gud'. När singeln redan hade släppts och spelades överallt upptäckte han att 'satta massagana' i stället betyder "tacka Herren" (på engelska: "give thanks"). Det amhariska ordet Igzhabier, som även förekommer i en Peter Tosh-låt, betyder "Gud" och "Y Mas Gan" betyder "Han skall lovsjungas".

## Musiker
The Abyssinians var i början av 1970-talet en vokalistgrupp, och ingen spelade några instrument (förutom enkla reggaeackord som de kompade låten med när de sjöng upp den för de musiker de hade anlitat). På "Satta Massagana" spelar Leroy Sibbles bas, Fil Callendar trummor, Eric Frater gitarr, Robbie Lyn keyboard, Vin Gordon trombon och Felix Bennett på saxofon. 
Enligt Bernard Collins kom "Satta" till på samma sätt som så många andra av 1970-talets reggaelåtar. De åkte in till studion och sjöng låten "Far Away Land" och kompade så gott de kunde med sina akustiska gitarrer. Studiomusikerna måste emellertid ha insett låtens potential direkt. De kom in i studion och Leroy Sibbles hittade en basgång ganska direkt och snart var alla musikerna igång. Sedan lades de tre sångarnas röster på. Låten blev klar samma dag och singlarna pressades nästa dag. Efter en tid började dock Donald Manning säga att låten i stället borde ha hetat "Satta Massagana". De tre sångarna hade noterat hur andra musikskapare lurats, och sökte och fick patent på namnet "Satta Massagana" i musiksammanhang.  
År 1970 gjorde producenten Joe Gibbs en omgjord inspelning av "Satta Masagana", en instrumentalversion med Tommy McCook, Bobby Ellis, och flera andra ledande blåsinstrumentsmusiker. Den spelades på radion eftersom ingen bobrastafariansk sång förekom, och framför allt spelades den av alla sound systems på ön. Snart visste alla på ön hur "Satta Massagana" lät. Joe Gibbs framhävde denna version så att alla började gå på den. Den ursprungliga versionen har remixats ett dussintal gånger, och Abyssinians själva medverkar på nyare versioner. Toasters som snabbt "lånade" låten var bland andra Prince Far I, Big Youth och Dillinger. Sedan den ursprungliga inspelningen 1969 har omkring 200 reggaelåtar lånat "Sattas" riddim, det vill säga lagt nya melodier på det ursprungliga kompet.
The Abyssinians sjöng "Satta Massagana" i a cappella stil i dokumentärfilmen Roots, Rock, Reggae 1976 och igen i filmen Rockers 1978. Dessa är de enda kända filminspelningarna av den ursprungliga trion.
Under första hälften av 1970-talet spelade Abyssinians in få låtar, men kvaliteten på gruppens arbete anses vara anmärkningsvärd.  Bernard Collins återvände till Studio One 1970 för att spela in "Declaration of Rights" med George Henry och Leroy Sibbles som harmonisångare. Låten har en orgelkomposition av Jackie Mittoo och rytmen lades fast av Leroy Sibbles på bas och Leroy "Horsemouth" Wallace på trummor. "Declaration of Rights" har påverkat många musiker både musikaliskt och lyrikmässigt. Bob Marley och Peter Tosh älskade den, och lyriken på The Wailers välkända "Get Up, Stand Up" 1973 är tydlig.

## Diskografi

### Studioalbum
- 1976 : Satta Massagana - Jam Sounds (återutgiven 1988 på Clinch, samt 1993 och 2007 på Heartbeat, även utgiven under namnen Satta och Forward on to Zion)
- 1978 : Arise - Tuff Gong/Virgin/Clinch
- 1998 : Reunion - Artists Only

### Samlingsalbum
- 1982 : Forward - Alligator
- 1994 : Best of the Abyssinians - Musidisc
- 1996 : $19.95 + TAX
- 1998 : Satta Dub - Tabou 1
- 1998 : Declaration of Dub - Heartbeat
- 1999 : Last Days - Clinch (tillerkänt Bernard Collins)
- 2003 : Abyssinians & Friends Tree of Satta vol. 1 - Blood & Fire

### Livealbum
- 2002 : Live in San Francisco - 2b1 II